# Cârlogani (okręg Aluta)
Cârlogani – wieś w Rumunii, w okręgu Aluta, w gminie Cârlogani. W 2011 roku liczyła 1145 mieszkańców.